# Luka Šalamun
Luka Šalamun, slovenski nogometaš, * 18. januar 1997, Ptuj.
Šalamun je profesionalni nogometaš, ki igra na položaju vezista ali napadalca. Od leta 2024 je član hrvaškega kluba Spartak Mala Subotica. Ped tem je igral za slovenske klube Dravo Ptuj, Zavrč, Muro, ŠD Rogoza in DNŠ Zavrč ter avstrijske St. Anno, St. Veit am Vogau in SV Straß. Skupno je v prvi slovenski ligi odigral štiri tekme in dosegel en gol, v drugi slovenski ligi pa 51 tekem in 13 golov.